# Professor Layton en de Verloren Toekomst
Professor Layton en de Verloren Toekomst (レイトン教授と最後の時間旅行, Reiton-kyōju to saigo no jikan ryokō, Professor Layton and the Lost Future/Unwound Future) is een puzzelavonturen videospel ontwikkeld door Level-5. Nintendo bracht dit spel op 22 oktober 2010 uit voor de Nintendo DS. Dit is het derde Professor Layton-spel. Chronologisch gezien is dit het zesde, tevens laatste spel in de hoofdserie.

## Spelervaring
Net als in de voorgaande delen moet de speler omgevingen verkennen, puzzels oplossen en mysteries ontrafelen. Het oplossen van puzzels levert picarats op: hoe minder fouten de speler maakt, hoe meer picarats een puzzel oplevert. Voor welke puzzel kunnen drie reguliere hints en één superhint worden gekocht met hintmunten die overal tijdens het verkennen te vinden zijn.
Net als in voorgaande delen heeft Professor Layton en de Verloren Toekomst een aantal nieuwe minigames. Nieuwe uitdagingen worden vrijgespeeld door het oplossen van puzzels. De minigames zijn als volgt:
- De speelgoedauto: Plaats pijlen en andere tegels op het parkoers om de speelgoedauto van de start naar de finish te laten rijden. Leid de speelgoedauto langs obstakels naar het einde.
- De papegaai: Span touwen zodat de papegaai pakjes kan bezorgen. Het aantal touwen en de tijd waarbinnen de papegaai het einde moet bereiken zijn beperkt.
- Plaatjesboek: Kies de stickers die bij het verhaal passen om het plaatjesboek compleet te maken. Plak alle plaatjes op de juiste plek om het einde van het verhaal te zien.

Er zijn in totaal 168 puzzels te vinden, waarvan 153 in het verhaal en vijftien in 'Laytons Uitdagingen'. Via Nintendo Wi-Fi Connection kon de speler wekelijks een extra puzzel downloaden. Er verschenen meer dan dertig wekelijkse puzzels. Op 20 mei 2014 is de Nintendo Wi-Fi Connection-service stopgezet en is het niet meer mogelijk om de extra puzzels te downloaden.

## Verhaal

### Synopsis
"In een raadselachtige brief uit de toekomst wordt Professor Layton gewaarschuwd voor een groot gevaar dat Londen bedreigt! Zou dit te maken hebben met de mysterieuze verdwijning van de premier, tijdens het ongeluk bij de onthulling van een tijdmachine? Reis door de tijd en help Professor Layton en Luke in een episch en meeslepend avontuur. Ontrafel geheimen uit het verleden terwijl de professor het opneemt tegen listigste tegenstander ooit - zichzelf!" (Nintendo, 2010)

### Samenvatting

#### Het avontuur
Professor Hershel Layton en zijn leerling Luke Triton zijn uitgenodigd voor een demonstratie van Dr. Alain Stahngun's tijdmachine. De demonstratie gaat fout en de tijdmachine explodeert. In de ontploffing verdwijnen wetenschapper Stahngun en minister-president Bill Hawks. In de dagen daarna worden meerdere wetenschappers als vermist opgegeven. Professor Layton en Luke ontvangen een brief van iemand die beweert dat hij de toekomstige Luke is. De schrijver vraagt het tweetal om naar een klokkenwinkel in Londen te komen. Daar treffen ze een oud echtpaar met een tijdmachine die vermomd is als een gigantische klok. De machine doet zijn werk en als het tweetal de deur uitstapt, staan ze in een drastisch veranderd Londen dat ze niet herkennen.
Professor Layton en Luke verkennen de stad en uiteindelijk ontmoeten ze Luke's toekomstige zelf (die ze voor het gemak Grote Luke noemen) in het casino. Hij legt uit dat ze in de toekomst zijn en dat Layton nu de leider is van de Familiosi, een misdaadsyndicaat dat de stad in zijn greep houdt. Het tweetal besluit Grote Luke te helpen om de toekomstige Layton te stoppen. Professor Layton en Luke keren voor een korte tijd terug naar het heden om met Inspecteur Chelmey en zijn assistent Barton te praten. Ze willen meer informatie inwinnen over het incident van tien jaar geleden waarbij Laytons vriendin Claire Foley om het leven kwam. Wanneer ze terugkeren naar de toekomst, nemen ze per ongeluk Inspecteur Chelmey, Barton en Flora mee. Flora sluit zich bij het gezelschap aan. Ze zetten het onderzoek voort en verzinnen een list om het bewaakte Chinatown in te kunnen komen, waar ze de toekomstige Layton verwachten te vinden.
Aangekomen in een pagode in Chinatown staan ze oog in oog met de toekomstige Layton. Hij blijkt in werkelijkheid Dimitri Allen alias Dr. Stahngun te zijn en houdt Bill Hawks gegijzeld. Dimitri en Bill werkten lang geleden samen aan een tijdmachine, maar de door geldlust verblinde Bill wilde een belangrijk component van de tijdmachine stiekem verkopen. Om te bewijzen dat het component deugt, test hij de machine achter Dimitri's rug om. Dat leidde tot de explosie waarbij laboratoriumassistente Claire om het leven kwam. Dimitri was verliefd op haar en raakte geobsedeerd om de tijdmachine te herbouwen om de tijd terug te draaien en Claire's leven te redden. Professor Layton, beide Luke's en Flora worden gevangengenomen, maar de professor voorzag de valstrik en liet Don Paolo (meester der vermommingen) zijn plaats in nemen voordat ze de pagode binnengingen. Don Paolo onthult dat ook hij verliefd was op Claire. Layton bevrijdt de gevangengenomen groep. Dimitri vlucht met Bill Hawks als zijn gijzelaar.
Terug bij het hotel, verdwijnt Luke voor een tijdje. Bezorgd gaat de professor naar hem op zoek en wanneer hij hem vindt, vertelt Luke dat hij binnenkort met zijn ouders naar Amerika gaat verhuizen en even tijd voor zichzelf nodig had. Luke is bang dat dit het einde van zijn vriendschap met Layton is, die op zijn beurt verzekert dat ze altijd goede vrienden zullen blijven. Het team besluit om Dimitri's fabriek te infiltreren om de andere wetenschappers te bevrijden, maar ze lopen in de val. Claire's gelijkende zus Celeste duikt op en zij helpt het team te ontsnappen. Iedereen ontsnapt en ze treffen elkaar in het afgesproken restaurant, waar de barman van dienst Dimitri in vermomming blijkt te zijn.

#### De ontknoping
Layton legt uit wat hij tot nu toe heeft ontdekt: ze zijn niet in de toekomst, maar in een replica van Londen in een grot onder het echte Londen. Het doel van de replica is om de wetenschappers te laten geloven dat ze gestrand zijn in de toekomst, om ze zo te motiveren een tijdmachine te bouwen om terug naar huis te kunnen. Dimitri heeft de replica gebouwd met het besef dat hij wetenschappers nodig heeft die net zo gemotiveerd zijn als hij. Layton concludeert dat niet Dimitri, maar Grote Luke het meesterbrein achter alles is. Zijn echte naam is Clive en hij wil wraak nemen op Dimitri, Bill Hawks en Londen in het algemeen, omdat ook zijn ouders omkwamen bij het incident van tien jaar geleden. Clive's adoptiemoeder Constance Dove liet haar enorme fortuin na aan hem, waarmee hij de bouw van de replica van Londen financierde.
Clive gijzelt Flora en vlucht naar zijn mobiele fort, waar de vermiste wetenschappers in het geheim en zonder medeweten van Dimitri aan hebben gewerkt. Hij breekt door het plafond en begint het echte Londen aan te vallen. Met de hulp van Don Paolo en zijn vliegende auto lukt het Layton en Luke om aan boord van het fort te komen en Flora te bevrijden. Celeste sluit zich aan bij het drietal en samen lukt het ze om Bill Hawks te bevrijden van de bommen waaraan hij verbonden zit. Het team slaagt er in om de energietoevoer te saboteren, waarna het fort in begint te storten.
Dankzij Don Paolo's uitvinding komt iedereen veilig aan de grond en Inspecteur Chelmey evacueert iedereen uit de replica van Londen. Layton keert met Celeste terug naar het fort om Clive te redden, net voordat het in elkaar stort en explodeert. Iedereen is veilig en Clive wordt in de boeien geslagen. Clive bedankt Layton, omdat Layton hem opving na de explosie waarbij zijn ouders overleden. Celeste bekent dat zij in werkelijkheid Claire is: de tijdmachine heeft destijds gewerkt en ze is toen tien jaar de toekomst in geslingerd. Haar aanwezigheid is echter instabiel en ze zal binnenkort terug worden getrokken naar haar eigen tijd, het moment van haar dood. Na een zeer emotioneel afscheid van Layton verdwijnt ze. Layton is gebroken omdat hij voor de tweede keer afscheid heeft moeten nemen van Claire. Als teken van respect zet hij voort het eerst zijn hoed af, terwijl het begint te sneeuwen.

#### Epiloog
Layton neemt afscheid van Luke, die aan boord gaat van het schip dat vertrekt naar zijn nieuwe thuis. Enige tijd later ontvangt Layton een brief van Luke, waarin hij de professor een nieuw mysterie voorlegt dat hij samen met hem wil oplossen.

## Personages
Net als in de voorgaande twee spellen in de hoofdserie zijn Professor Hershel Layton en Luke Triton de protagonisten. Flora Reinhold (die het tweetal ontmoette in het Professor Layton and the Curious Village) sluit zich wederom bij het tweetal aan om ze te vergezellen tijdens het avontuur. Dit spel introduceert (in flashbacks) Laytons vroegere vriendin Claire en verklaart waarom hij zijn hoed nooit af zet. Opvallend is dat Layton in dit spel op een gegeven moment zonder hoed te zien. Anders dan in de voorlopers is Don Poalo in dit spel niet de antagonist, maar een helpende hand. De taak van Oma Riddleton wordt deels overgenomen door de bijdehante bij Buzzel en Oma Riddleton's kleindochter Puzzelientje, omdat zij met in dit spel met pensioen gaat.